# (13490) 1984 BZ6
(13490) 1984 BZ6 est un astéroïde de la ceinture principale découvert en 1984.

## Description
(13490) 1984 BZ6 a été découvert le 26 janvier 1984 à l'observatoire Palomar, situé au nord de San Diego en Californie, par Edward L. G. Bowell.

### Caractéristiques orbitales
L'orbite de cet astéroïde est caractérisée par un demi-grand axe de 3,9 UA, un périhélie de 2,41 UA, une excentricité de 0,22 et une inclinaison de 1,51° par rapport à l'écliptique. Du fait de ces caractéristiques, à savoir un demi-grand axe compris entre 2 et 3,2 UA et un périhélie supérieur à 1,666 UA, il est classé, selon la JPL Small-Body Database, comme objet de la ceinture principale.

### Caractéristiques physiques
(13490) 1984 BZ6 a une magnitude absolue (H) de 14,6 et un albédo estimé à 0,223.